# Староазмеевский сельсовет
Староазмеевский сельсове́т (баш. Иҫке Әзмей ауыл советы) — упразднённая в 2008 году административно-территориальная единица и сельское поселение (тип муниципального образования) в составе Бакалинского района. Почтовый индекс — 452665. Код ОКАТО — 80207848000. Объединен с сельским поселением Дияшевский сельсовет. Образован в 1987 году.

## Состав сельсовета
село Старое Азмеево — административный центр, село Николаевка, деревни Галиуллинка, Нарат-Чукур

## История
Образован в 1987 году обособлением из Казанчинского сельсовета Бакалинского района (Указ Президиума ВС Башкирской АССР от 11.12.1987 N 6-2/478 «Об образовании Староазмеевского сельсовета Бакалинского района»). 

 Президиум Верховного Совета Башкирской АССР постановляет:
1. Образовать в Бакалинском районе Староазмеевский сельсовет с административным центром в селе Старое Азмеево.
2. Включить в состав Староазмеевского сельсовета населенные пункты: поселок Галиуллинка, деревню Нарат-Чукур, села Николаевка и Старое Азмеево, исключив их из Казанчинского сельсовета Бакалинского района.

3. Установить границу Староазмеевского сельсовета согласно представленной схематической карте. 
В 2008 году вошёл в Дияшевский сельсовет, одновременно с вхождением "материнского" Казанчинского сельсовета в состав Старокостеевского сельсовета.
Закон Республики Башкортостан от 19.11.2008 N 49-з «Об изменениях в административно-территориальном устройстве Республики Башкортостан в связи с объединением отдельных сельсоветов и передачей населённых пунктов», ст.1, п.6 б) гласил:

 "Внести следующие изменения в административно-территориальное устройство Республики Башкортостан:
 объединить Дияшевский и Староазмеевский сельсоветы с сохранением наименования «Дияшевский» с административным центром в селе Дияшево.
Включить сёла Николаевка, Старое Азмеево, деревни Галиуллинка, Нарат-Чукур Староазмеевского сельсовета в состав Дияшевского сельсовета.

Утвердить границы Дияшевского сельсовета согласно представленной схематической карте.

Исключить из учётных данных Староазмеевский сельсовет

## Географическое положение
На 2008 год граничил с Республикой Татарстан, с муниципальными образованиями: Дияшевский сельсовет, Бузюровский сельсовет, Новоурсаевский сельсовет, Казанчинский сельсовет, Старокостеевский сельсовет, («Закон Республики Башкортостан от 17.12.2004 N 126-з (ред. от 19.11.2008) „О границах, статусе и административных центрах муниципальных образований в Республике Башкортостан“»).